# Ranošov
Ranošov (deutsch Neu Prussinowitz, auch Prussinowitz, 1939–1945 Prusinowitz) ist eine Wüstung auf dem Gebiet der Gemeinde Kozlov in Tschechien. Sie liegt sieben Kilometer nördlich von Lipník nad Bečvou.

## Geographie
Ranošov befand sich in 550 m.ü.m. zwischen den Tälern der Říka und Kyjanka auf dem Plateau Nad Ranošovem im Süden der Oderberge. Nördlich erhebt sich der Kozlovský kopec (653 m), im Nordosten der Křížový (Kreuzhügel, 661 m), südöstlich die Obírka (622 m) und der Slavkovský vrch (Milchhübel, 636 m), im Süden der Lomec (583 m), südwestlich der Žalov (Muderberg, 487 m), im Westen der Kyjanický kopec (579 m) und Holý kopec (600 m) sowie nordwestlich der Růžový kopec (653 m) und Fidlův kopec (680 m). Nördlich entspringt die Kyjanka.
Umliegende Ortschaften waren Kozlov im Norden, Heřmánky, Boškov und Kouty im Nordosten, Středolesí und Slavkov im Osten, Podhoří und Loučka im Südosten, Bohuslávky, Dolní Újezd und Skoky im Süden, Zavadilka, Vrchní Pila, Kyjanice und Velký Újezd im Südwesten, Mrsklesy, Kovákov und Mariánské Údolí im Westen sowie Hlubočky und Varhošť im Nordwesten.

## Geschichte
Die erste schriftliche Erwähnung des Dorfes Rannossow erfolgte im Jahre 1355 als Besitz des Řivín von Lipňany. Dieser verkaufte das Dorf 1368 an Johann von Krawarn, der es seiner Herrschaft Helfenstein zuschlug. Ab 1447 wurde das Dorf als Ranošov bezeichnet. Die letzte Erwähnung von Ranošov als besiedelter Ort erfolgte 1480. Wahrscheinlich erlosch das Dorf während des Böhmisch-ungarischen Krieges. Ab 1492 wurde Ranošov ein wüstes Dorf genannt und 1569 als wüstes Ranošová bezeichnet.
Der aus Boblowitz im Herzogtum Troppau stammende Edelmann Erasmus von Bobolusk, der im 16. Jahrhundert zunächst das Gut Veselíčko erwarb, kaufte 1548 von Johann von Pernstein auf Helfenstein den Markt Horní Újezd und mehrere Dörfer im nordwestlichen Teil der Helfensteiner Herrschaft und legte damit den Grundstein für die Herrschaft Veselíčko. Im Jahre 1573 ging Veselíčko im Erbfall an die Podstatzky von Prusinowitz über. Nach 1650 ließ Georg Valerian Podstatzky von Prusinowitz die Fluren des wüsten Dorfes Ranošov mit drei Familien neu besiedeln. Die Siedlung, die den neuen Namen Velká Říka bzw. Říka führte, ist ab 1656 nachweislich. 1676 wurde der Ort letztmals als Ober Ržika aufgeführt. Danach erlosch der Ort erneut.
Im Jahre 1704 ließ Franz Dominik Podstatzky von Prusinowitz das wüste Dorf erneut besiedeln. Der Ort führte fortan die Bezeichnung Neu Prusenitz und später Novosady, Malé Prusinovice bzw. Nové Prusinovice. Die Matriken wurden zunächst in Osek nad Bečvou, ab 1712 in Jestřabí und schließlich seit 1737 in Velký Újezd geführt. Ab 1751 wurde der Ort als Neu Prussinowitz bzw. Prussinowitz, ab 1771 als Prusinovice bzw. Prusinowitium, 1772 als Prusinowitz und Rzika, ab 1793 als Ranošov sowie 1798 als  Neu Proskowitz bezeichnet. Alois Ernst Podstatzky-Liechtenstein beerbte 1762 seinen Vetter Franz Anton Graf von Liechtenstein-Kastelkorn auf Telč unter der Bedingung der Verbindung des Namens und Wappens der Liechtenstein-Kastelkorn mit denen der Podstatský-Prusinowitz. 1835 lebten in den 38 Häusern des Dorfes 304 Personen. Bis zur Mitte des 19. Jahrhunderts blieb Prusinowitz immer zur Herrschaft Veselíčko und den Grafen Podstatzky-Liechtenstein untertänig.
Nach der Aufhebung der Patrimonialherrschaften bildete Neu Prussinowitz/Prusinovice ab 1850 einen Ortsteil des Marktes Velký Újezd in der Bezirkshauptmannschaft Mährisch Weißkirchen und dem Gerichtsbezirk Leipnik. Im Jahre 1855 wurde Neu Prussinowitz zusammen mit Velký Újezd dem Bezirk Leipnik zugeordnet, ab 1868 gehörte das Dorf wieder zum Bezirk Mährisch Weißkirchen. 1884 wurde Ranošov zum amtlichen tschechischen Ortsnamen. Das Dorf war Sitz des Privat-Forstreviers Veselíčko. 1905 löste sich Neu Prussinowitz von Velký Újezd los und bildete eine eigene Gemeinde. Zwei Jahre später wurde das Schulhaus eingeweiht. 1921 hatte das Dorf 241 Einwohner. Im Jahre 1930 bestand die Gemeinde aus 47 Häusern und hatte 246 Einwohner, darunter acht Tschechen. Nach dem Münchner Abkommen wurde Prusinowitz 1938 dem Deutschen Reich zugeschlagen und gehörte bis 1945 zum Landkreis Bärn und Gerichtsbezirk Stadt Liebau. 1939 lebten in Prusinowitz 261 Menschen. Nach dem Ende des Zweiten Weltkrieges kam das Dorf zur Tschechoslowakei zurück und wurde wieder Teil des Okres Hranice und Gerichtsbezirkes Lipník. Die deutschen Bewohner wurden vertrieben. Im Zuge der Errichtung des Truppenübungsplatzes Libavá wurde die Gemeinde Ranošov 1947 aufgehoben, drei Jahre später erlosch der Ort. Im Zuge der Aufhebung des Okres Hranice wurde Ranošov 1960 zusammen mit dem gesamten Militärgebiet dem Okres Olomouc zugeordnet. Seit 2016 gehört Ranošov zur Gemeinde Kozlov.

## Sehenswürdigkeiten
- Denkmal für die Gefallenen des Ersten Weltkrieges, errichtet 1931